# Ortezzano
Ortezzano település Olaszországban, Marche régióban, Fermo megyében. Lakosainak száma 740 fő (2023. január 1.). Ortezzano Monte Rinaldo, Montottone, Montalto delle Marche, Monte Vidon Combatte és Carassai községekkel határos.

## Népesség
A település lakossága az elmúlt években az alábbi módon változott:
| Lakosok száma | 772  | 765  | 740  |
|               | 2017 | 2018 | 2023 |